# Maksym Krzywonos

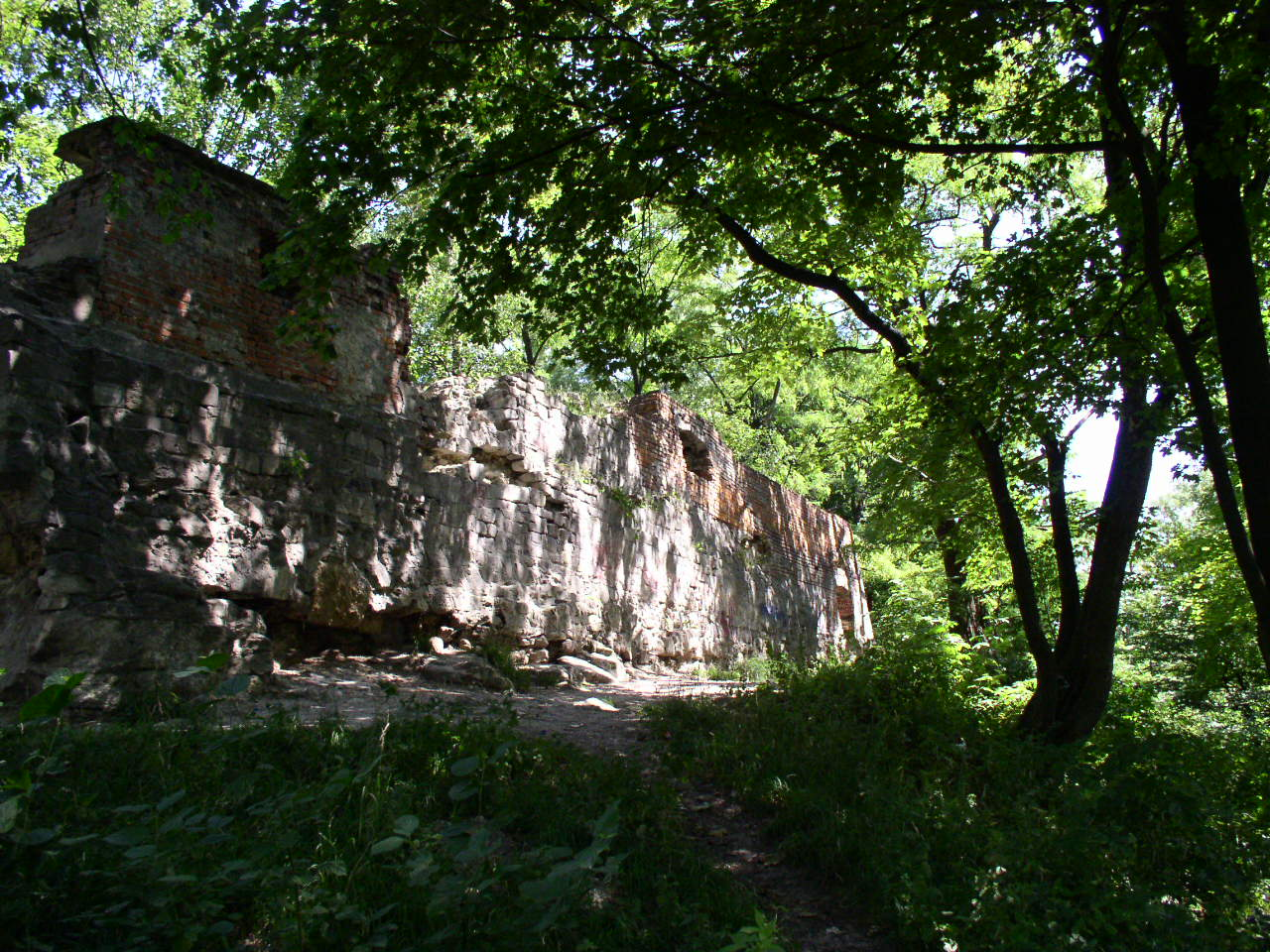
Ruiny Wysokiego Zamku we Lwowie, zdobytego w 1648 przez Maksyma Krzywonosa

Maksym Krzywonos, także Maksym Krywonos, ukr. Максим Кривоніс, także Кривонос (ur. ok. 1600, zm. 1648) – pułkownik czerkaski kozackiego wojska zaporoskiego, jeden z głównych przywódców powstania Chmielnickiego. Pochodzenie nieznane, według jednej wersji pochodził z Mohylowa lub Ostroga, według innej – ówczesnego niemieckiego źródła – był Szkotem (przydomek miałby wówczas być dosłownym tłumaczeniem szkockiego nazwiska Cameron).

## Życiorys
Brał udział m.in. w bitwach pod Żółtymi Wodami, Korsuniem, Konstantynowem i Piławcami. Zdobył m.in. Bar, Krzemieniec i Połonne. Brał udział w oblężeniu Lwowa w 1648 roku, gdzie na czele dowodzonych przez siebie kozaków zdobył Wysoki Zamek – podczas zdobywania którego został ranny i zmarł po kilku dniach. Inna wersją jego śmierci jest, że zmarł na dżumę, która wybuchła wśród oblegających Zamość lub rana otrzymana w walce; pojawiają się także informacje o otruciu pułkownika przez jezuitów albo zamordowaniu go na rozkaz Bohdana Chmielnickiego, z którym był niejednokrotnie skonfliktowany, reprezentując radykalne, wojenne skrzydło wśród starszyzny kozackiej.

## U Sienkiewicza
Krzywonos pojawia się również w Ogniem i mieczem Henryka Sienkiewicza jako jeden z głównych atamanów u boku Chmielnickiego.
W ekranizacji Jerzego Hofmana postać Krzywonosa zagrał Maciej Kozłowski.